# Muž, který prochází zdí (film)
Muž který prochází zdí je francouzská filmová komedie z roku 1951. Natočil ji Jean Boyer podle stejnojmenné novely Marcela Aymé. Hlavní roli ztvárnil populární komik Bourvil.

## Děj
Nenápadný úředníček Léon Dutilleul získává znenadání schopnost procházet zdmi. Nejprve chce využít tuto schopnost ke svému obohacení, ale po čase obrátí a začne ji používat k nápravě křivd.